# 2003年12月
2003年12月的新闻事件：
请参看：
- 中国载人航天计划
- 2004年美国总统选举
- 2004年中华民国总统大选
- 中东和平路线图
- 欧盟扩大
- 北朝鲜核危机
- 中俄日输油管线争端
- 恐怖主义
- 美军占领伊拉克
- 钓鱼岛

## 12月1日
- 《聯合國氣候變化綱要公約》第9屆締約方會議召開。

## 12月30日
中國大陸成功發射第一顆高軌道衛星進入軌道，是與歐洲合作太空雙星計劃所發射的第一顆人造衛星。

## 12月27日
- 非典：卫生部专家确认广州男子为“非典疑似”病例 。

## 12月26日
- 伊朗发生强烈大地震，3万人死亡，10万多人无家可归，20多个国家向伊朗派出救援队与物资援助。伊朗政府拒绝了美国政府的援助请求。

## 12月24日
- 中国官方证实逮捕了43名台湾间谍。（页面存档备份，存于）
- 美国华盛顿州爆发疯牛症，澳大利亚、中国、巴西和日本等国宣布禁止进口美国牛肉。
- 圣诞节前夕美国政府获得情报，怀疑恐怖分子将发动攻击，6班从法国飞往美国的航班被取消。

## 12月23日
- 北京时间22时15分中国重庆开县高桥镇发生井喷事故，含有硫化氢的天然气迅速扩散，截至25日18时40分，官方公布191人死亡、数百人受伤。当地政府连夜紧急疏散了10万群众。（页面存档备份，存于）

## 12月22日
- 美国加利福尼亚州发生强烈地震，2人死亡。

## 12月20日
- 九廣西鐵屯門至南昌段正式於香港通車

## 12月19日
- 利比亚宣布放弃开发大规模杀伤性武器的计划。

## 12月14日
- 美军占领伊拉克：美军在巴格达举行记者招待会，正式宣布伊拉克前总统萨达姆已经在家乡提克里特被捕。（页面存档备份，存于）（页面存档备份，存于）
- 花样滑冰：申雪、赵宏博夺得花样滑冰大奖赛双人滑冠军。（页面存档备份，存于）

## 12月13日
- 伊拉克前总统萨达姆·侯塞因在家乡提克里特附近地区被美军逮捕。

## 12月10日
- 诺贝尔奖颁奖仪式在瑞典首都斯德哥爾摩举行。
- 台東成功外海發生規模6.6地震。

## 12月9日
- 58届联合国大会决定提前一年讨论克隆人议题。（页面存档备份，存于）

## 12月7日
- 津巴布韦正式宣布退出英联邦。（页面存档备份，存于）
- 在香港的九廣輕鐵720、721綫正式退役，被其他路綫取代